# Konyschowka

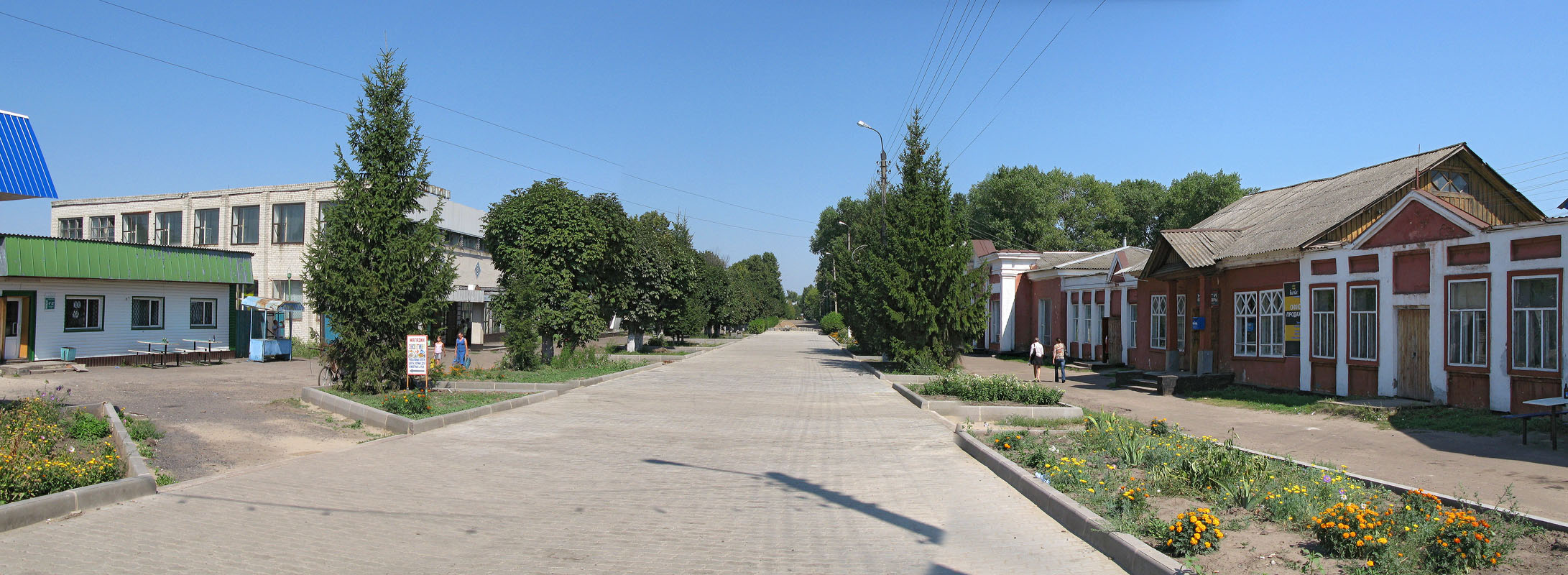
Konyschowka

Konyschowka (russisch Конышёвка) ist eine Siedlung städtischen Typs in der Oblast Kursk in Russland mit 3748 Einwohnern (Stand 14. Oktober 2010).

## Geographie
Der Ort liegt etwa 60 km Luftlinie westnordwestlich des Oblastverwaltungszentrums Kursk, einige Kilometer vom rechten Seim-Zufluss Prutischtsche entfernt.
Konyschowka ist Verwaltungszentrum des Rajons Konyschowski sowie Sitz und einzige Ortschaft der Stadtgemeinde (gorodskoje posselenije) Possjolok Konyschowka.

## Geschichte
Das Dorf Konyschowka an Stelle der heutigen Siedlung ist seit dem 19. Jahrhundert bekannt. Es gehörte zum Ujesd Lgow des Gouvernements Kursk und entwickelte sich beschleunigt seit der Vorbeiführung der Eisenbahnstrecke Brjansk – Charkow in den 1890er-Jahren. 1910 gilt als Gründungsjahr der Stationssiedlung, die den Kern des heutigen Ortes bildet; das ursprüngliche Dorf wurde in Folge eingemeindet.
Am 30. Juli 1928 wurde Konyschowka Verwaltungssitz eines neu geschaffenen, nach ihm benannten Rajons. Im Zweiten Weltkrieg wurde die Siedlung am 27. Oktober 1941 von der deutschen Wehrmacht besetzt und am 26. Februar 1943 von der Roten Armee zurückerobert.
Seit 17. Dezember 1968 besitzt Konyschowka den Status einer Siedlung städtischen Typs.

### Bevölkerungsentwicklung
| Jahr | Einwohner |
| ---- | --------- |
| 1897 | 1053      |
| 1939 | 1079      |
| 1959 | 1701      |
| 1970 | 3660      |
| 1979 | 3389      |
| 1989 | 4324      |
| 2002 | 4132      |
| 2010 | 3748      |
| 2021 | 3599      |

Anmerkung: Volkszählungsdaten

## Verkehr
In Konyschowka befindet sich ein Bahnhof bei Kilometer 561 der 1897 durchgehend eröffneten Eisenbahnstrecke (Moskau –) Nawlja – Lgow (– Charkiw, Ukraine). In südlicher Richtung folgt der Bahnstrecke die Regionalstraße 38K-023 ins benachbarte Rajonzentrum Lgow, wo gut 20 km südlich Anschluss an die 38K-017 Kursk – Rylsk – ukrainische Grenze besteht. Nach Norden führt die 38K-005 zur 30 km entfernten 38K-038 Fatesch – Dmitrijew-Lgowski.